# Euceroplatus brevistylus
Euceroplatus brevistylus är en tvåvingeart som beskrevs av Loïc Matile 1973. Euceroplatus brevistylus ingår i släktet Euceroplatus och familjen platthornsmyggor. Inga underarter finns listade i Catalogue of Life.